# Trinité-et-Tobago aux Jeux olympiques d'hiver de 1998
Trinité-et-Tobago participe à ses seconds Jeux olympiques d'hiver depuis sa première apparition dans la compétition à Lillehammer, en 1994. Les deux seuls athlètes qui composent la délégation trinidadienne participent à l'épreuve du bob à deux. Aucune médaille n'est remportée.

## Athlètes engagés

### Bobsleigh
Les deux seuls athlètes trindadiens s'alignent dans la même épreuve qui consiste au bob à deux.

#### Hommes
| Bob   | Noms                     | Discipline | Course 1 | Course 1 | Course 2 | Course 2 | Course 3 | Course 3 | Course 4 | Course 4 | Total         | Total |
| Bob   | Noms                     | Discipline | Temps    | Rang     | Temps    | Rang     | Temps    | Rang     | Temps    | Rang     | Temps         | Rang  |
| ----- | ------------------------ | ---------- | -------- | -------- | -------- | -------- | -------- | -------- | -------- | -------- | ------------- | ----- |
| TRI-1 | Gregory Sun Curtis Harry | Bob à deux | 56 s 74  | 32       | 56 s 78  | 32       | 56 s 73  | 35       | 56 s 40  | 32       | 3 min 46 s 65 | 32    |